# Nélson Oliveira
Nélson Miguel Castro Oliveira vagy egyszerűen Nélson Oliveira (Barcelos, Portugália, 1991. augusztus 8. –) portugál labdarúgó. A portugál Benfica csatára. A 2015-ös szezonban kölcsönjátékosként az angol másodosztályban érdekelt Nottingham Forest csapatát erősíti. A portugál válogatott tagjaként ott volt a 2012-es Európa-bajnokságon.

## Pályafutása
Oliveira a Braga ifiakadémiájáról került a Benfica U18-as csapatához 2006-ban. Az első csapatban a 2008/09-es szezon előtt, egy Estoril Praia elleni barátságos meccsen mutatkozott be. Később még bekerült a keretbe egy Napoli elleni UEFA-kupa-meccsre, de utána visszatért az ifik közé. 2010 januárjában kölcsönben a Rio Avéhoz került. Február 7-én, a Leixões SC ellen játszott először a csapatban.
Később a teljes 2010/11-es évadra kölcsönben a Paços Ferreirához szerződött. 2010. szeptember 12-én, a CS Marítimo ellen debütált és gólt is szerzett. A következő hónapban, az Associação Naval 1º de Maio ellen szerzett szabadrúgásgóljával nagyban kivette a részét abból, hogy csapat hátrányból fordítva 2-1-es győzelmet aratott.
2011. október 14-én, a Portimonense SC elleni kupamérkőzésen tétmeccsen is bemutatkozott a Benficában. 2012. január 18-án végigjátszotta a Santa Clara elleni Ligakupa-meccset és gólt is lőtt. A következő hónapban, szintén a Ligakupában megszerezte második gólját, a Marítimo ellen volt eredményes. Március 6-án a Bajnokok Ligájában is lejátszotta első mérkőzését. Mindössze tíz percet töltött a pályán a Zenyit ellen, de gólt szerzett, ezzel összesítésben 4-3-as sikerhez segítve a Benficát.

## Válogatott
Oliveira 2011. október 6-án, Lengyelország ellen debütált a portugál U21-es válogatottban. November 11-én, Moldova ellen duplázni tudott, csapata 5-0-ra győzött.
A felnőtt válogatottban 2012. február 24-én, Lengyelország ellen mutatkozott be. Bekerült a portugálok 2012-es Európa-bajnokságra utazó keretébe. A tornán a németek elleni csoportmeccsen lépett pályára, csereként váltotta Hélder Postigát.

## Sikerei, díjai

### Klubcsapatban

#### Benfica
- Portugál ligakupagyőztes: 2012

## Fordítás
- Ez a szócikk részben vagy egészben  a   Nélson Oliveira című angol Wikipédia-szócikk fordításán alapul.  Az eredeti cikk szerkesztőit annak laptörténete sorolja fel. Ez a jelzés csupán a megfogalmazás eredetét és a szerzői jogokat jelzi, nem szolgál a cikkben szereplő információk forrásmegjelöléseként.

## Külső hivatkozások
- Nélson Oliveira adatlapja a footballzz.com-on
- Nélson Oliveira statisztikái a foradejogo.net-en